# Pawel Grigorjewitsch Tschesnokow
Pawel Grigorjewitsch Tschesnokow (russisch Павел Григорьевич Чесноков, wiss. Transliteration Pavel Grigor'evič Česnokov; * 12. Oktoberjul. / 24. Oktober 1877greg. in Iwanowskoje bei Swenigorod; † 14. März 1944 in Moskau) war ein russischer Komponist und Chorleiter. Er komponierte über fünfhundert Chorwerke, darunter rund vierhundert geistliche. Heutzutage ist er vor allem für sein Stück Spaseniye sodelal (in den USA als Salvation is Created berühmt geworden) bekannt.

## Leben
Tschesnokow sang bereits als Fünfjähriger im Chor seines Vaters mit und trat mit sieben Jahren in die Moskauer Synodalschule ein. Noch während der Schulzeit wurde er von Hochschullehrern wie Stepan Smolenski, Sergej Tanejew und Michail Ippolitow-Iwanow unterrichtet und sammelte Erfahrungen als Chorleiter. Ab 1913 studierte Tschesnokow dann Klavier, Violine und freie Komposition bei Sergei Wassilenko am Moskauer Konservatorium. Er machte sich einen Namen als Chorleiter der Russischen Chorgesellschaft. Bis 1917 hatte Tschesnokow bereits rund vierhundert geistliche Chorwerke komponiert, mit dem Verbot geistlichen Kunstschaffens nach der Oktoberrevolution schrieb er fortan noch etwa hundert weltliche Chorwerke, welche er mit Chören wie dem Moskauer Akademiechor und dem Chor des Bolschoi-Theaters aufführte. Ab 1920 lehrte er am Moskauer Konservatorium Chorleitung, ab 1921 als Professor, eine Position, die er bis zum Lebensende innehatte.
Als 1931 die Christ-Erlöser-Kathedrale (deren letzter Chorverantwortlicher er war) abgerissen wurde, stellte Tschesnokow seine Arbeit als Komponist ein und konzentrierte sich auf seine Professur am Konservatorium. Er starb 1944 im Alter von 66 Jahren.